# Ogee-görbe

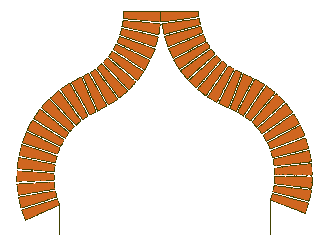
Ogee-forma, ív

Az ogee-görbe két S alakú ívet tartalmaz egymással szemben, amelyek egyik végüknél csúcsot alkotnak.
Az ogee-görbe több helyen előfordul, így a matematikában, építészetben, folyadékok fizikájában, óratervezésben és plasztikai sebészetben is.

## Történet
Az ’ogee’ kifejezés valószínűleg a középkori angolból ered, mely az anglofrancia „ogive” szóból eredhet, mely csúcsívet jelent. Az „ogive” nem tévesztendő össze az „ogee”-vel.
Az „ogee” első ismert írásos használata: 1677

## Építészet
Az építészetben az „ogee” kifejezést az ogee-formákra, -díszítésekre alkalmazzák, melyekre az íves forma jellemző, ahol a konkáv rész átfolyik egy konvex ívbe (Konvex és konkáv függvény), és függőlegesen végződik.

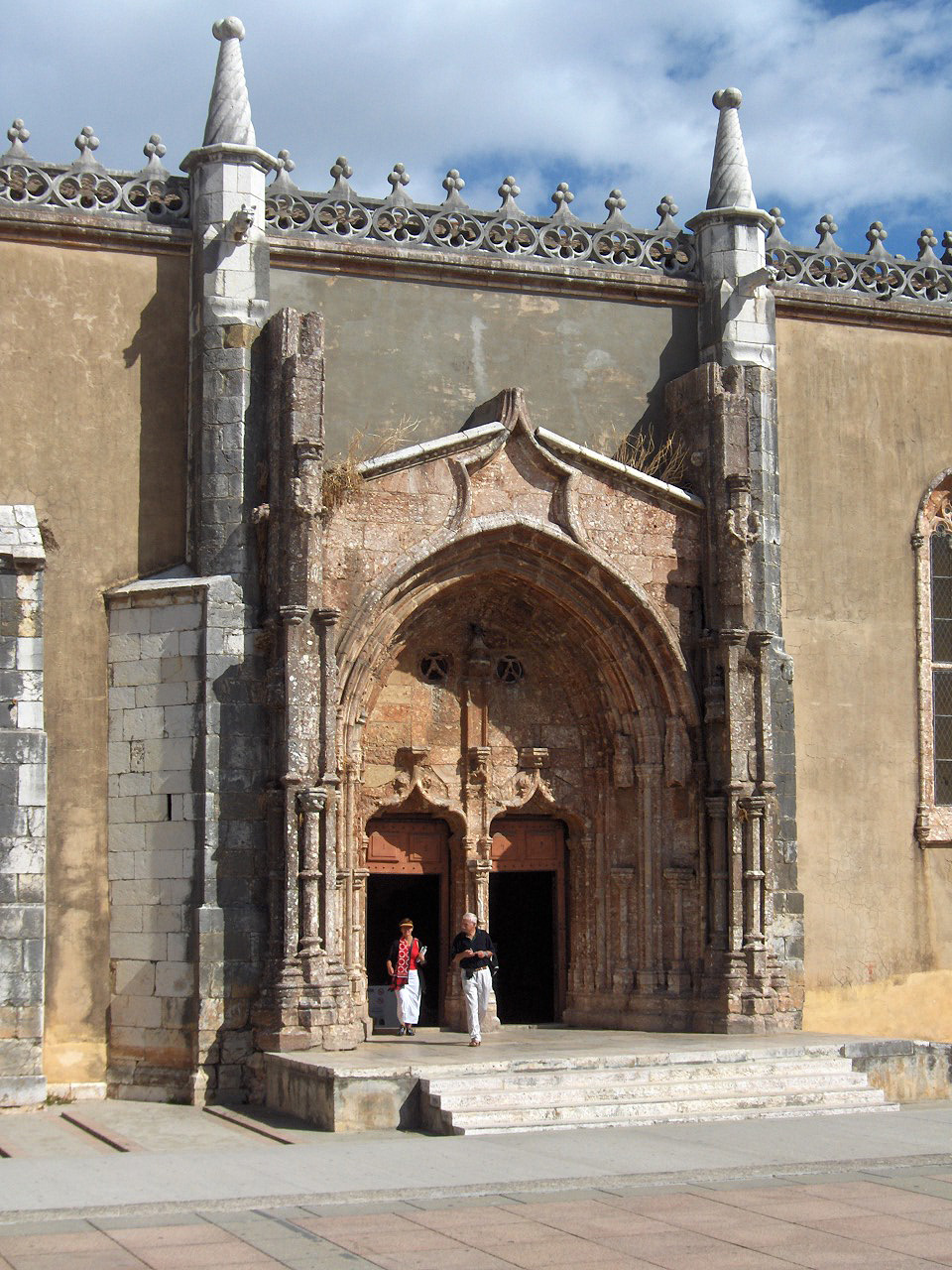
Két ogee-íves kapu, a Sebutali Jesus kolostorban

Ha az alsó görberész konvex és a felső konkáv, akkor az „román-ogee”-ként ismert, a 11. és 12. századi román stílus után.
Alternatív elnevezések is ismertek, mint a „cyma reversa” és a „talon”.
A „cyma reversa” forma az antik világból ered.
Például a régi Perzsiában Cyrus síremléke „cyma reversa” alakú volt.

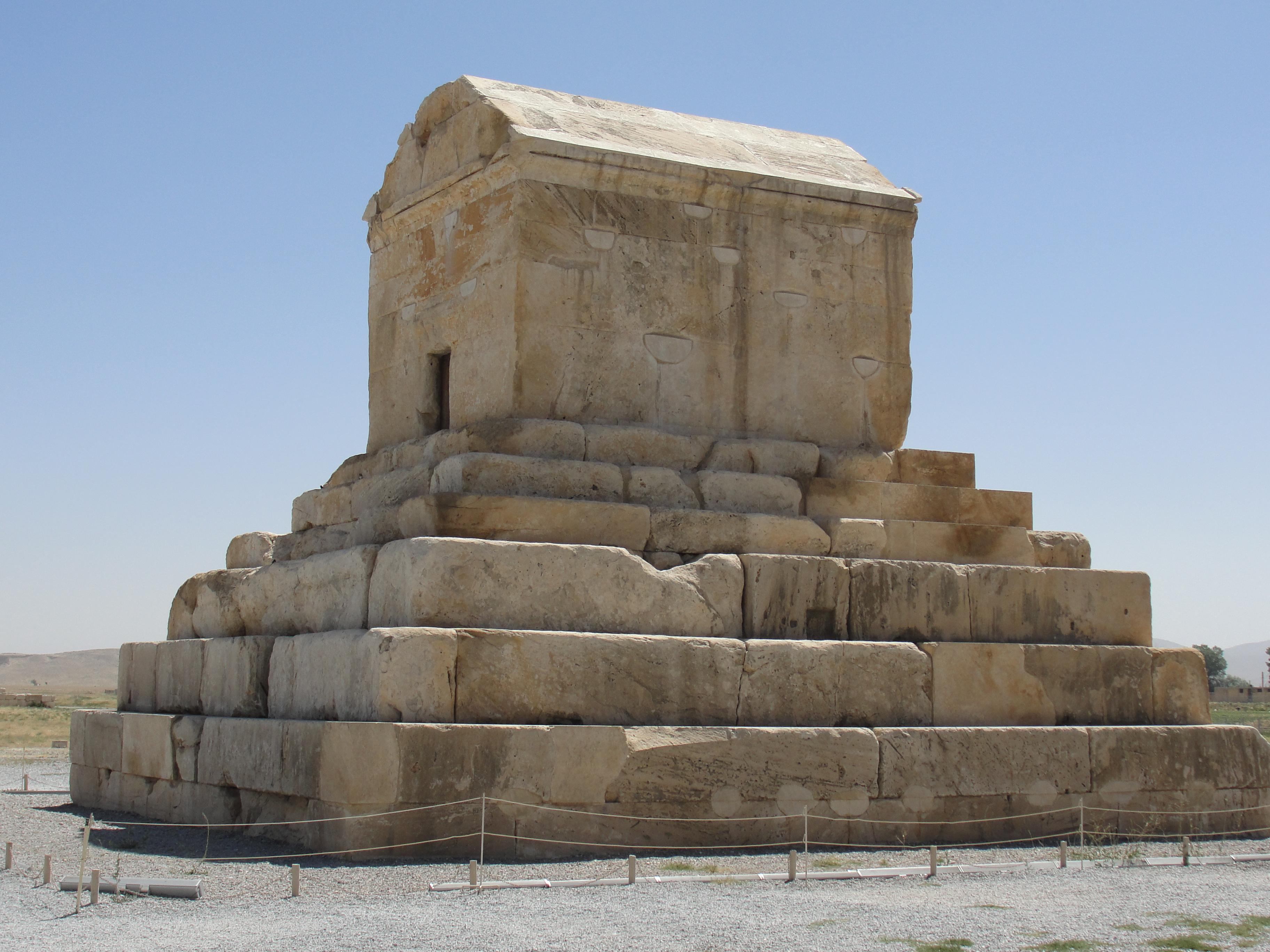
Cyrus síremléke

Cyrus (i.e. 590 – i.e. 529) perzsa uralkodó volt, aki a perzsa birodalmat alapította.
A „cyma reversa” az antik görög építészetben is ismert volt.
Az ogee-alakzatot a gótikus építészetben is alkalmazták díszítésre, főleg a 14. és a 15. században; ezt Franciaországban flamboyant-nek hívták.
Az ogee-ablakok és -boltívek a Közel-Keletről kerültek be az európai építészetbe.
Az ogee-görbe majdnem azonos a cyma-görbével, a kis különbség az, hogy a cyma inkább vízszintesen végződik, szemben a függőleges végződésű ogee-val.
A belsőépítészetben is használatos megoldás, például a fal és a mennyezet találkozásánál.
Bútoroknál is gyakran alkalmazott díszítőalakzat.

## Egyéb megjelenései
- Matematika

Az „ogee” matematikai fogalom is, inflexiós pontot jelent.
- Esztétika

Az ogee-görbe a Booker-díjas „The Line of Beauty” c. novella vezérmotívuma.
- Mechanika

Az aerodinamikában használják az ogee formájú szárnyprofilt, különösen szuperszonikus repülőgépeknél, mint például a Concorde-nál.
Duzzasztógátaknál rendszerint ogee-görbe formájúra alakítják ki a túlfolyót, minimalizálandó a víz nyomását.
Vasöntvények kialakításánál is felhasználják az ogee-görbét.
- Ogee-óra

Az ogee-óra egy általánosan elterjedt ingaóra a 19. századi Egyesült Államokban.
Az ogee-órán egy ogee-forma keretezi a központi üvegajtót, mely az óralapot és az ingaszerkezetet védi.
- Plasztikai sebészet

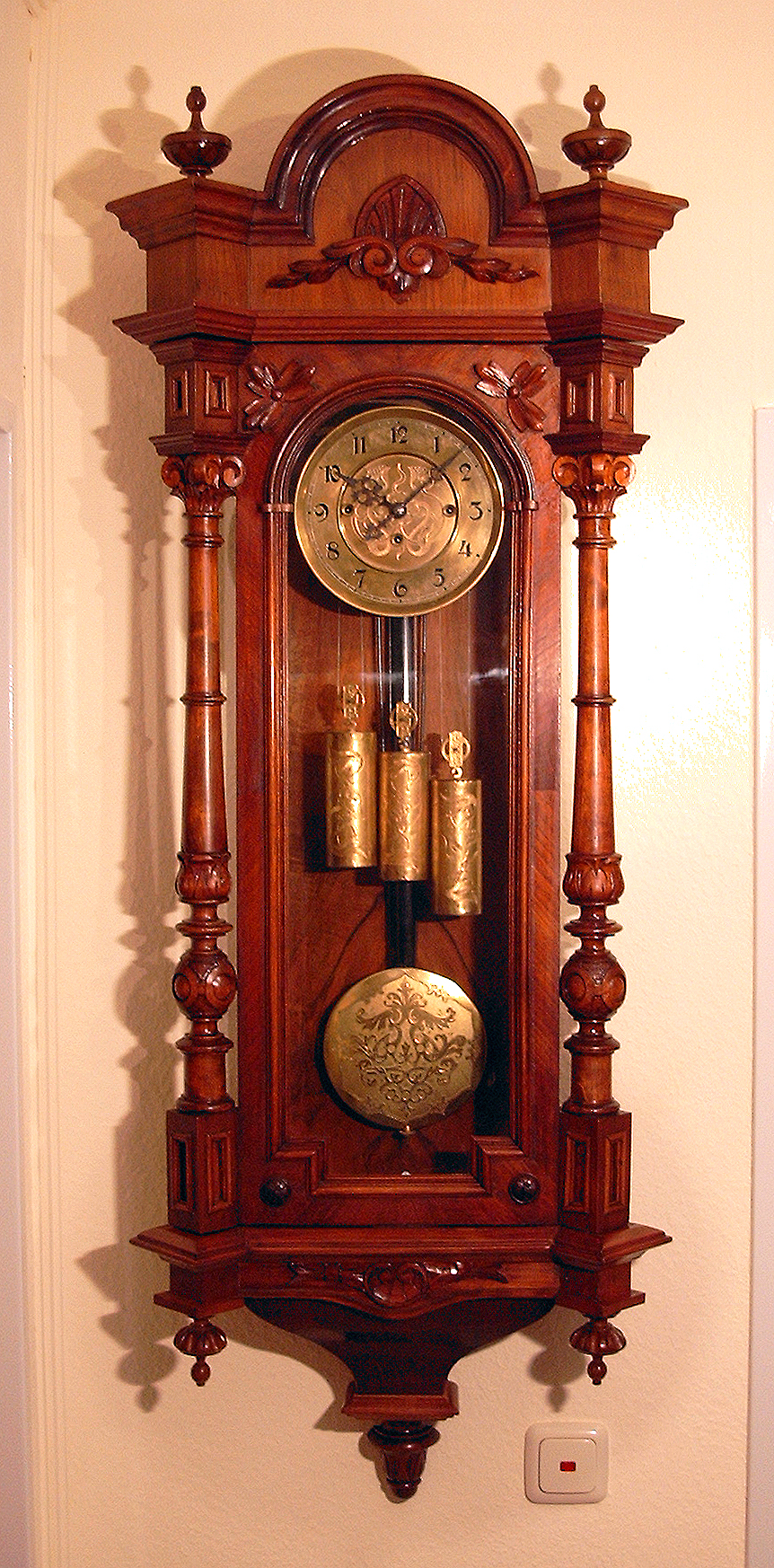
Ingaóra

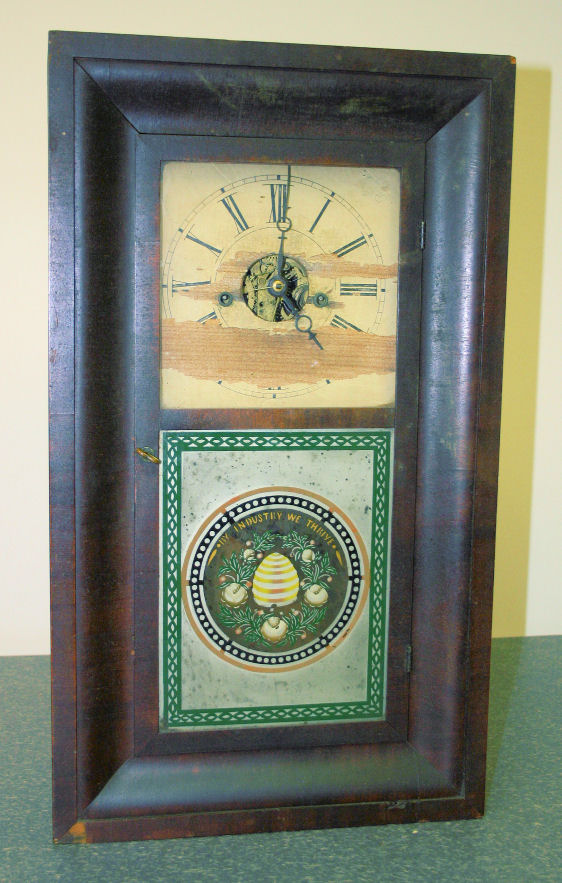
Óra, ogee formájú keretben

Az esztétikai arcsebészetben a középarc felfrissítésénél használják az ogee-görbe formát.